# Buscastell
Buscastell és un poble i el nom d'una antiga vénda, del municipi de Sant Antoni de Portmany, a Eivissa. Té 674 habitants (2009). En el seu terme hi ha es Broll, l'aqüífer més gran de l'illa.